# Stephens megye (Oklahoma)
Stephens megye az Amerikai Egyesült Államokban, azon belül Oklahoma államban található. Megyeszékhelye Duncan. Lakosainak száma 42 848 fő (2020. április 1.). Stephens megye Grady, Garvin, Carter, Jefferson, Comanche és Cotton megyékkel határos.

## Népesség
A megye népességének változása:
| Lakosok száma | 45 090 | 45 057 | 44 778 | 44 919 | 44 581 | 42 848 |
|               | 2010   | 2011   | 2012   | 2013   | 2015   | 2020   |